# Abbeville, Georgia
Abbeville är administrativ huvudort i Wilcox County i Georgia. Ortens smeknamn är "Wild Hog Capital of Georgia". Abbeville hade 2 908 invånare enligt 2010 års folkräkning.